# Edirnespor
Edirnespor is een voetbalclub uit de Turkse stad Edirne.

## Oprichting
Edirnespor speelde in haar eerste jaren als amateurclub. Op 9 mei 1966 fuseerde de club met Meriçspor en Suspor en werd als professionele voetbalclub opgericht. Het team stroomde samen met 10 andere clubs in bij de TFF 1. Lig, het tweede niveau in Turkije.

## Erelijst
- Kampioen TFF 2. Lig (toen 3. Lig) (2)
  - 1977-1978
  - 1993-1994

## Gespeelde competities
- Tweede niveau (TFF 1. Lig / 2. Lig)
  - 1966-1969, 1978-1990, 1994-1990
- Derde niveau (TFF 2. Lig / 3. Lig)
  - 1969-1978, 1990-1994, 1999-2001
- Vierde niveau (TFF 3. Lig)
  - 2001-2003, 2020-
- Bölgesel Amatör Lig
  - 2015-2020
- Lokale amateurcompetitie
  - 2003-2015

Groep I : 23 Elazığ FK · Anadolu Üniversitesi · Artvin Hopaspor · Belediye Kütahyaspor · Bornova 1877 · Bulvarspor · Bursaspor · Düzcespor · Ergene Velimeşe SK · Kahramanmaraşspor · Karşıyaka · Kırşehir Futbol SK ·  Kuşadasıspor · Muş 1984 Muşspor · Silifke Belediyespor · Tokat Belediye Plevnespor

Groep II :Adıyamam FK · Amasyaspor FK · Balıkesirspor · Beykoz İshaklı Spor · Çayelispor · Etimesgut Belediyespor · Fatsa Belediyespor · İnegöl Kafkas · Kelkit Hürriyet SK · Mazıdağı Fosfatspor · Muğlaspor · Nevşehir Belediyespor · Silivrispor · Tire 2021 FK · Türkmetal 1963 Spor · Uşakspor

Groep III : 1922 Konyaspor · 52 Orduspor · Alanya Kestelspor · Aliağa FK · Ayvalıkgücü Belediyespor · Bayburt Özel İdarespor · Bursa Yıldırımspor · Çankaya SK · Çorluspor 1947 · Efeler 09 Spor · Karabük İdmanyurduspor · Küçükçekmece Sinop SK · Osmaniyespor FK ·  Pazarspor · Viranşehir Belediyespor · Yozgat Belediyesi Bozokspor

Groep IV : 1926 Polatlı Belediyespor · Ağrı 1970 Spor · Bergama SF · Büyükçekmece Tepecikspor · Denizlispor · Edirnespor · Kahramanmaraş İstiklalspor · Kırıkkalegücü Futbol SK · Mardin 1969 Spor · Niğde Belediyespor · Orduspor 1967 · Sebat Gençlikspor · Talasgücü Belediyespor ·  Turgutluspor · Zonguldak Kömürspor